# Communauté d’agglomération Bourges Plus
Die Communauté d’agglomération Bourges Plus ist ein französischer Gemeindeverband mit der Rechtsform einer Communauté d’agglomération im Département Cher in der Region Centre-Val de Loire. Der Gemeindeverband wurde am 21. Oktober 2002 gegründet und besteht aus 17 Gemeinden (Stand: 1. Januar 2019). Der Verwaltungssitz befindet sich in der Stadt Bourges.

## Historische Entwicklung
Mit Wirkung zum 1. Januar 2019 verließ die Gemeinde Mehun-sur-Yèvre die Communauté de communes Cœur de Berry und trat diesem Gemeindeverband bei.

## Mitgliedsgemeinden
| Gemeinde                                | Einwohner 1. Januar 2022 | Fläche km² | Dichte Einw./km² | Code INSEE | Postleitzahl |
| --------------------------------------- | ------------------------ | ---------- | ---------------- | ---------- | ------------ |
| Annoix                                  | 251                      | 11,79      | 21               | 18006      | 18340        |
| Arçay                                   | 488                      | 18,32      | 27               | 18008      | 18340        |
| Berry-Bouy                              | 1.171                    | 30,87      | 38               | 18028      | 18500        |
| Bourges                                 | 64.238                   | 68,74      | 935              | 18033      | 18000        |
| La Chapelle-Saint-Ursin                 | 3.687                    | 7,83       | 471              | 18050      | 18570        |
| Le Subdray                              | 968                      | 20,28      | 48               | 18255      | 18570        |
| Lissay-Lochy                            | 226                      | 22,06      | 10               | 18129      | 18340        |
| Marmagne                                | 1.934                    | 37,66      | 51               | 18138      | 18500        |
| Mehun-sur-Yèvre                         | 6.394                    | 24,45      | 262              | 18141      | 18500        |
| Morthomiers                             | 815                      | 14,54      | 56               | 18157      | 18570        |
| Plaimpied-Givaudins                     | 2.104                    | 40,51      | 52               | 18180      | 18340        |
| Saint-Doulchard                         | 9.650                    | 24,01      | 402              | 18205      | 18230        |
| Saint-Germain-du-Puy                    | 4.852                    | 21,63      | 224              | 18213      | 18390        |
| Saint-Just                              | 646                      | 15,12      | 43               | 18218      | 18340        |
| Saint-Michel-de-Volangis                | 466                      | 17,42      | 27               | 18226      | 18390        |
| Trouy                                   | 4.034                    | 23,19      | 174              | 18267      | 18570        |
| Vorly                                   | 248                      | 18,84      | 13               | 18288      | 18340        |
| Communauté d’agglomération Bourges Plus | 102.172                  | 417,26     | 245              | –          | –            |